# (2094) Magnitka
(2094) Magnitka es un asteroide que forma parte del cinturón de asteroides y fue descubierto el 12 de octubre de 1971 por el equipo del Observatorio Astrofísico de Crimea desde el observatorio homónimo de Naúchni, Crimea.

## Designación y nombre
Magnitka fue designado inicialmente como 1971 TC2.
Más adelante, en 1980, se nombró por la ciudad rusa de Magnitogorsk.

## Características orbitales
Magnitka orbita a una distancia media de 2,232 ua del Sol, pudiendo alejarse hasta 2,447 ua y acercarse hasta 2,017 ua. Su inclinación orbital es 5,03 grados y la excentricidad 0,09643. Emplea 1218 días en completar una órbita alrededor del Sol.

## Características físicas
La magnitud absoluta de Magnitka es 12. Tiene un periodo de rotación de 6,112 horas y un diámetro de 12,69 km. Se estima su albedo en 0,1739.